# Jean-Marc Muratorio
Jean-Marc Muratorio, né le 3 février 1968, est un escrimeur français.

## Carrière
Il est médaillé d'argent en épée individuelle aux Championnats d'Europe 1991 à Vienne.
Plusieurs fois médaillé, il est sacré champion de France d'épée en 1993et en 1995, année à laquelle il met un terme à sa carrière internationale.